# De handreiking

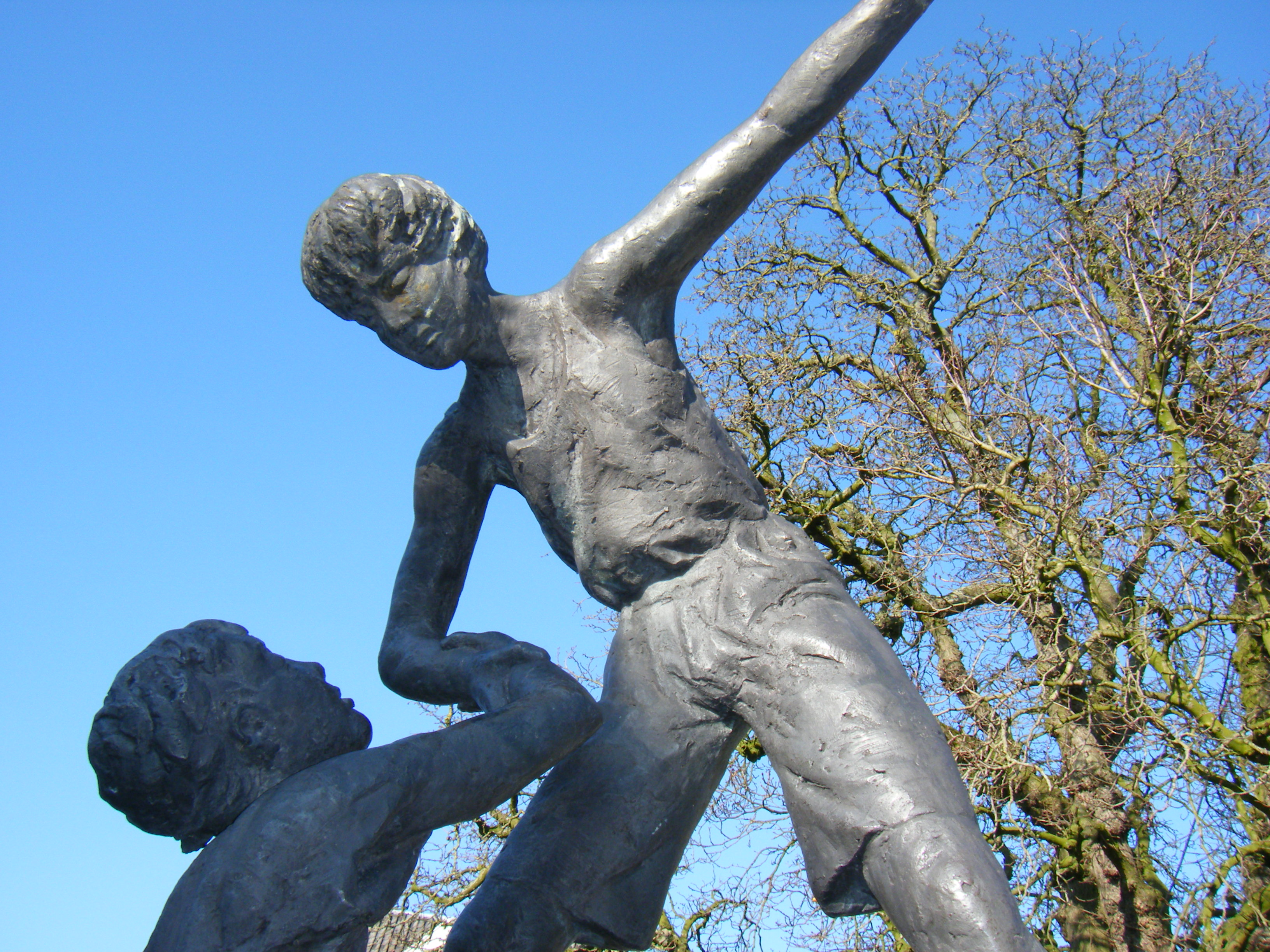
Detail

De handreiking is een oorlogsmonument in de Nederlandse gemeente Montfoort dat herinnert aan de strijd tijdens de Tweede Wereldoorlog en de herwonnen vrijheid. Het beeld wordt ook wel Vredesmonument genoemd.

## Achtergrond
Het 4 mei-comité en het Vredesplatform in Montfoort namen het initiatief voor een gedenkteken, dat niet alleen ter herdenking was bedoeld, maar ook moest verwijzen naar het "werken aan vrede en aan een betere toekomst". Het werd de eerste opdracht in de openbare ruimte voor Margriet Barends. Ze verbeeldde twee kinderen die een muurtje beklimmen en elkaar daarbij helpen.
In januari 1991 werd het nieuwe stadskantoor geopend. Het monument is geplaatst op het plein tussen het kasteel Montfoort en het stadskantoor. Het werd op 7 november 1991 onthuld.
Jaarlijks worden tijdens Nationale Dodenherdenking bij het monument bloemen en kransen gelegd. Ook tijdens de internationale Vredesweek vindt er geregeld een herdenking plaats.

## Beschrijving
Het gedenkteken bestaat uit een muurtje, gemetseld van kloostermoppen. Op het muurtje staat een beeldengroep van twee bronzen jongensfiguren. De jongen op de muur reikt de hand naar de tweede jongen, die iets lager op een tegelplateau staat.
Een plaquette vermeldt een citaat van de 19e-eeuwse dichter Willem Bilderdijk: 

In 't verleden
ligt het heden;
in het nu,
wat worden zal

## Afbeeldingen

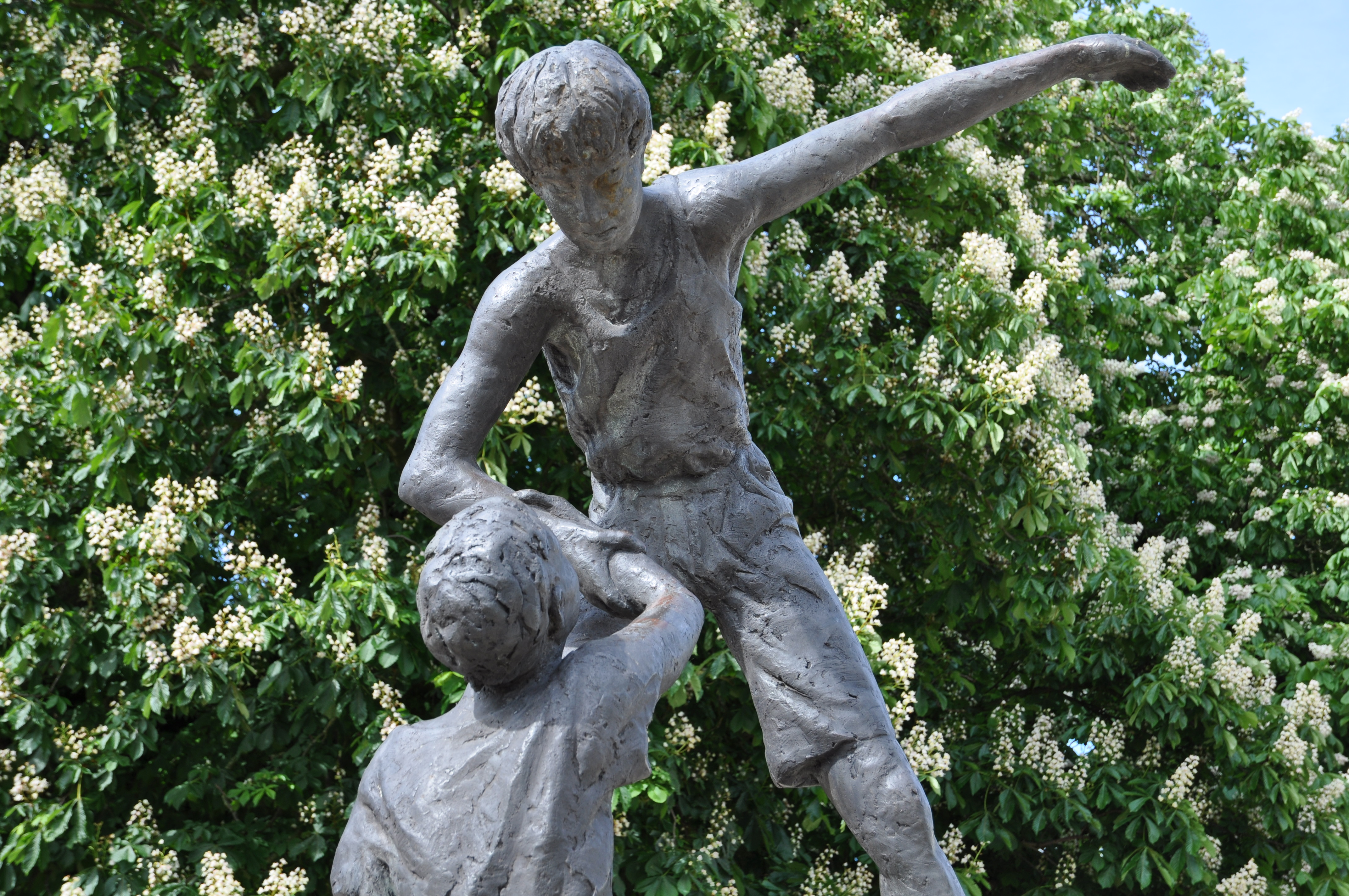
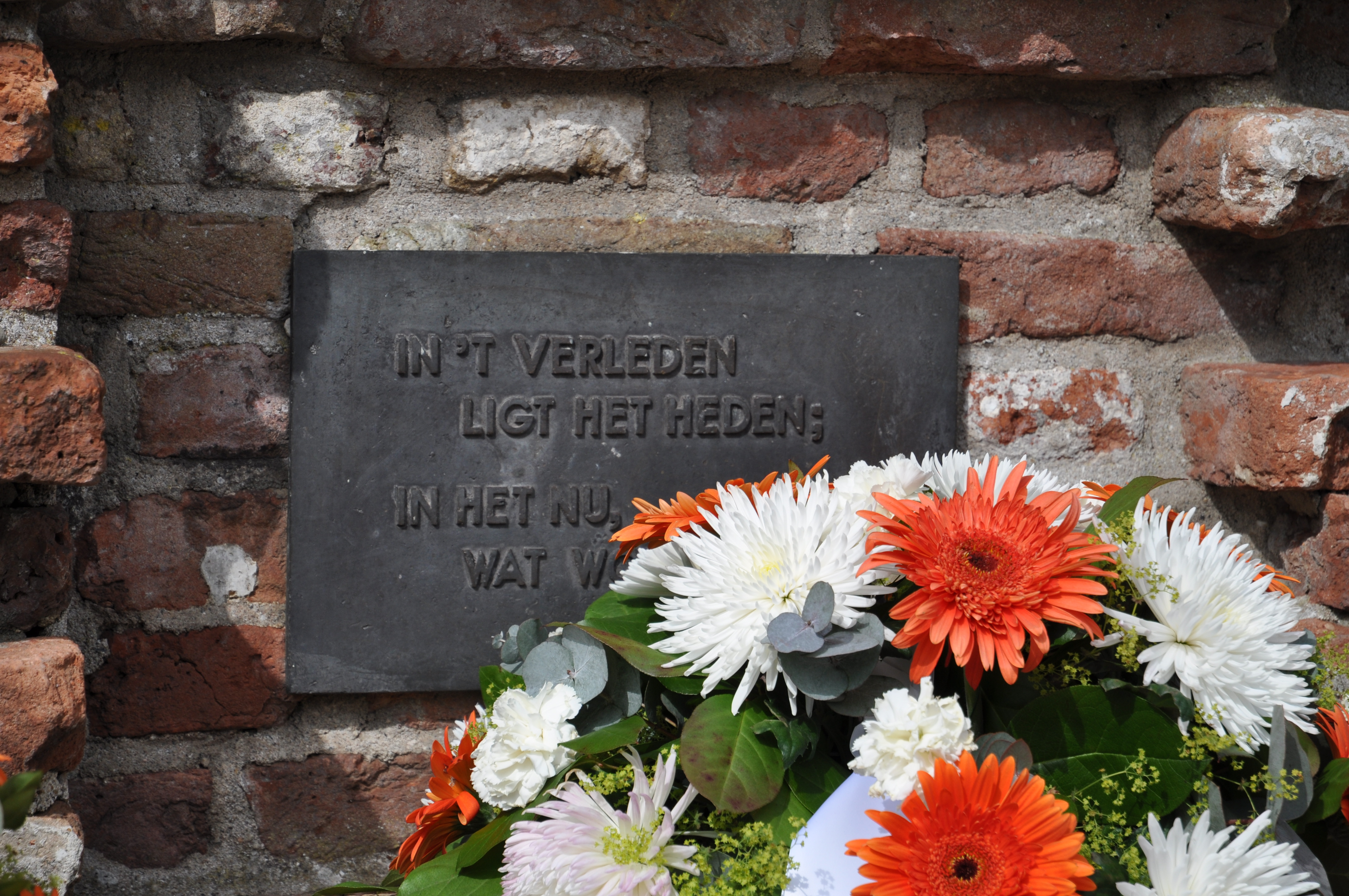
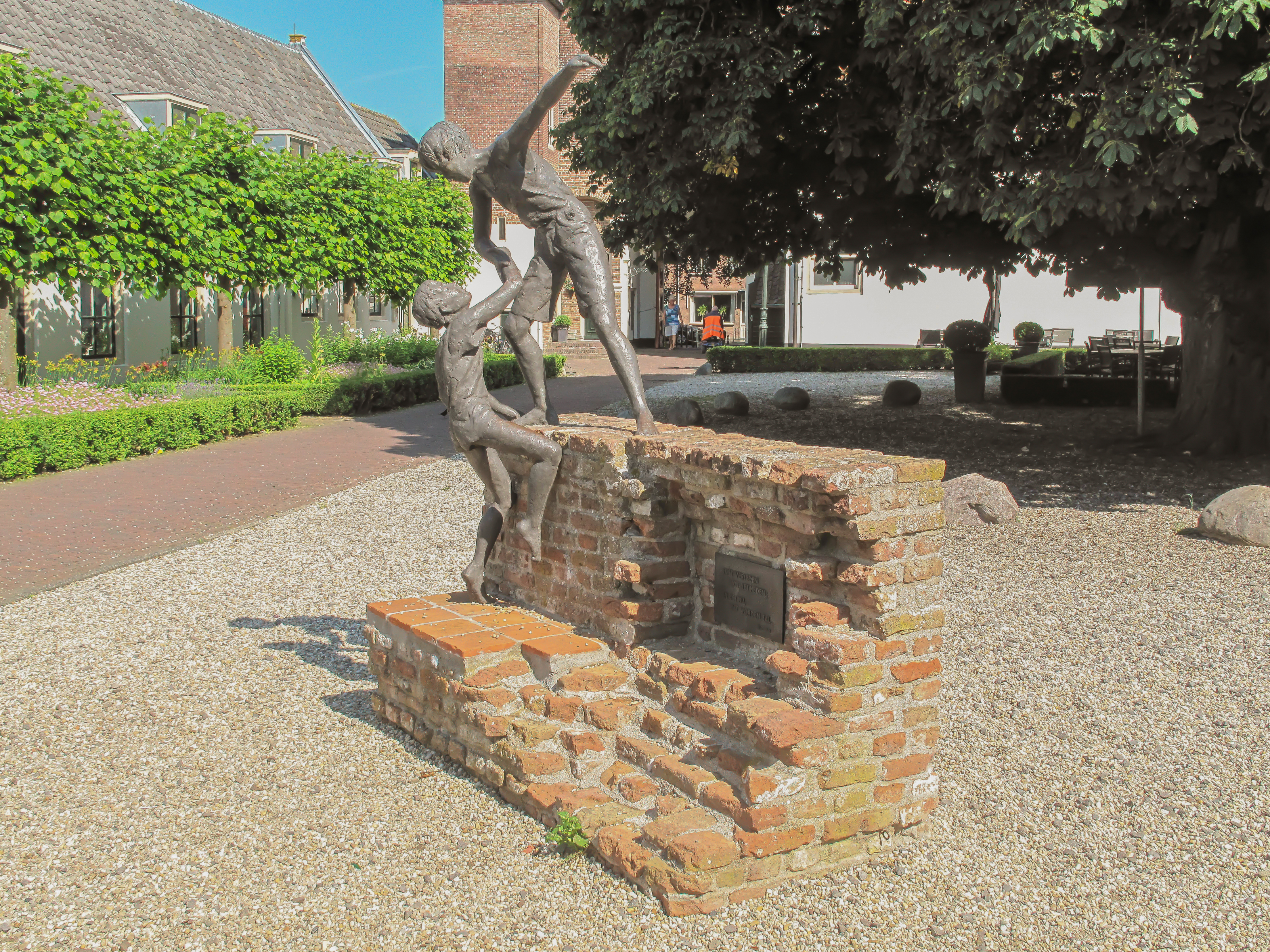